# Joseph Strick
Joseph Strick (* 6. Juli 1923 in Braddock, Pennsylvania; † 1. Juni 2010 in Paris, Frankreich) war ein US-amerikanischer Filmregisseur, Filmproduzent und Drehbuchautor.

## Leben
Strick studierte kurzzeitig an der UCLA, bevor er während des Zweiten Weltkrieges zu den United States Army Air Forces, der Luftwaffe der US Army, ging. Dort arbeitete er als Kameramann und erlernte sein späteres Handwerk. 1948 drehte und produzierte er, gemeinsam mit dem Regisseur und Produzenten Irving Lerner, seinen ersten Film Muscle Beach, einen Dokumentarfilm über Bodybuilder in Südkalifornien. 
Ab Mitte der 1950er Jahre betätigte sich Strick zunächst einige Jahre als Geschäftsmann. Er gründete mehrere Forschungs- und Technologieunternehmen, die er dann gewinnbringend weiterverkaufte. Dies gab ihm die finanzielle Grundlage, um später eigene Independentfilme produzieren zu können. Er gründete unter anderem die Unternehmen Electrosolids Corp (1956), Computron Corp. (1958), Physical Sciences Corp (1958) und Holosonics Corp. (1960). 1977 entwickelte er einen sechsachsigen Bewegungssimulator für die Unterhaltungsindustrie, kam jedoch über den Bau eines Prototyps nicht hinaus. Später verwendete er das Grundprinzip der Konstruktion jedoch während seiner Tätigkeit als technischer Berater für die „Star Tours“-Attraktionen der Walt-Disney-Themenparks.
Ab Mitte der 1950er Jahre arbeitete er gemeinsam mit Irving Lerner, dem Dokumentarfilmer Ben Maddow und dem Regisseur Sidney Meyers über vier Jahre an dem Dokumentarfilm The Savage Eye (1959/1960). Der Film enthielt zahlreiches Dokumentarfilmmaterial aus Los Angeles und zeichnete das Porträt einer jungen, geschiedenen Frau auf ihrem Weg, ein neues Leben zu beginnen. Der Film gewann den Robert J. Flaherty Award bei den British Film Academy Awards für den besten Dokumentarfilm. 1963 drehte er mit Shelley Winters in der Hauptrolle den Film Der Balkon nach dem gleichnamigen Theaterstück von Jean Genet. 1966 folgte die TV-Dokumentation The Hecklers über Zwischenrufer bei Wahlkampfveranstaltungen vor den englischen Parlamentswahlen 1966 in Großbritannien.
In den 1960er Jahren arbeitete Strick auch als Theaterregisseur. Bei der Royal Shakespeare Company inszenierte er 1964 An Evening with Aristophanes in Stratford-upon-Avon in Warwickshire. 1965 inszenierte er Gallow’s Humor am Gaiety Theatre in Dublin. 2003 kehrte er nochmals ans Theater zurück inszenierte er Renaissance Farces am National Theatre.
Besondere Bekanntheit erlangte Strick 1967 mit seinem, an Originalschauplätzen gedrehten Low-Budget-Film Ulysses, einer Teilverfilmung des bis dahin als unverfilmbar geltenden Romans Ulysses von James Joyce. Strick war dabei als Regisseur, Produzent und, gemeinsam mit Fred Haines, auch als Drehbuchautor tätig. Der Film wurde 1967 bei den Internationalen Filmfestspielen von Cannes gezeigt, allerdings in einer teilweise zensierten Fassung. Insbesondere waren Teile der französischen Untertitel entfernt worden, woraufhin Strick den Film vom Festival zurückzog. Als Drehbuchautor erhielt er für Ulysses 1968 gemeinsam mit Haines auch eine Oscar-Nominierung in der Kategorie Bestes adaptiertes Drehbuch. 1969 drehte er als Co-Regisseur mit George Cukor das Sittendrama Justine mit Anouk Aimée und Dirk Bogarde, wurde jedoch in den Credits nicht genannt. 1970 führte er Regie bei Tropic of Cancer, einer Literaturadaption des Romans Wendekreis des Krebses von Henry Miller. 1971 drehte und produzierte er den Dokumentarfilm Interviews with My Lai Veterans, der US-amerikanische Soldaten präsentierte, die an dem My Lai-Massaker in Vietnam beteiligt gewesen waren. Hierfür wurde Strick 1971 bei der Oscarverleihung in Los Angeles mit dem Academy Award in der Kategorie Bester Dokumentarfilm (Kurzfilm) ausgezeichnet. 1977 folgte nochmals eine Literaturverfilmung: A Portrait of the Artist as a Young Man nach dem gleichnamigen Roman von James Joyce. 1983 er Co-Produzent bei dem Film Wenn die Wölfe heulen.
Privatleben
Strick war zweimal verheiratet. Die Ehe mit seiner ersten Frau Anne scheiterte in den 1960er Jahren. In zweiter Ehe war er mit Maxine Strick verheiratet. Strick war Vater von fünf Kindern (drei Söhne, zwei Töchter). Seit Anfang der 1970er Jahre lebte er dauerhaft in Paris. Er starb am 1. Juni 2010 in einem Pariser Krankenhaus an einer Herzinsuffizienz.

## Filmografie (Auswahl)
- 1948: Muscle Beach (Dokumentarfilm)
- 1959: The Savage Eye (Dokumentarfilm)
- 1963: Der Balkon (The Balcony)
- 1966: The Hecklers (TV-Dokumentation)
- 1967: Ulysses
- 1969: Alexandria – Treibhaus der Sünde (Justine)
- 1970: Wendekreis des Krebses (Tropic of Cancer)
- 1971: Interviews with My Lai Veterans (Dokumentarfilm)
- 1977: Ein Porträt des Künstlers als junger Mann (A Portrait of the Artist as a Young Man)
- 1983: Wenn die Wölfe heulen (Never Cry Wolf)